# Collodictyon
A Collodictyon egysejtű mindenevő eukarióták génusza a Collodictyonidaen belül. Vegyes sejtszervecskéi miatt az eukarióták egyetlen ismert országszintű csoportjának se tagja, ez más családoktól megkülönbözteti. 2018-as kutatások új szupercsoportba helyezik a Rigifilidával és a Mantamonasszal a CRuMs informális néven.

## Taxonómia és filogenetika
Jelenleg a nemzetségbe 4 fajt sorolnak. Típusfaja a Collodictyon triciliatum. Egy másik faj, a Collodictyon sparsevacuolatum Skuja is elismert, e faj az Amerikai Egyesült Államok és Európa édesvizeiben él. A harmadik C. sphaericumot bár leírták, de leírása kétséges, új neve Quadricilia rotundata (Skuja 1948) Vørs 1992. A negyedik Collodictyon hongkongensét Skvortzow írta le, de e leírás nem adekvát, és a faj érvényessége vitatott.
- C. hongkongense Skvortzov 1968
- C. indicum Iyengar 1981
- C. sparsevacuolatum Skuja 1956
- C. triciliatum Carter 1865

A Diphylleia rotanshoz hasonlóan a többi eukariótával csak távoli rokonságot mutat. Bizonyos morfológiai jellemzői az Excavata fajaival közösek, mivel a Collodictyon sulcusa hasonló, mert a bal és jobb mikrotubulus-eredésekről is van támasztja a szélén a szerkezet. Azonban ez utóbbi csoport polifiletikus, így átszervezendő különböző csoportokba. Ezért a nemzetség Excavatába sorolása nem javítja a filogenetikai helyzetet. Ezenkívül az Amoebozoával is vannak közös jellemzői, mivel a Collodictyon sejtszája az Amoebozoához hasonló funkciójú állábakat képez. Mindkét csoport zsákmányszerzésre használja állábait.
Brugerolle a Collodictyonidae nevet javasolta ennek és a Diphylleia nemzetségnek.
A Collodictyonnal rokon nemzetség még a Sulcomonas.
A Collodictyon további tanulmányozása az élet kezdetéről is hordozhat ismereteket. Norvég kutatók egy årungeni (Ås város tava) iszapban élő Collodictyon-fajt tanulmányoztak. Kamran Shalchian-Tabrizi, a Microbial Evolution Research Group (MERG) vezetője szerint ezen élőlények az ősi eukariótára hasonlítanak.
A Collodictyonidaet Cavalier-Smith a Varisulcába helyezte, de e csoport parafiletikus.

## Morfológia

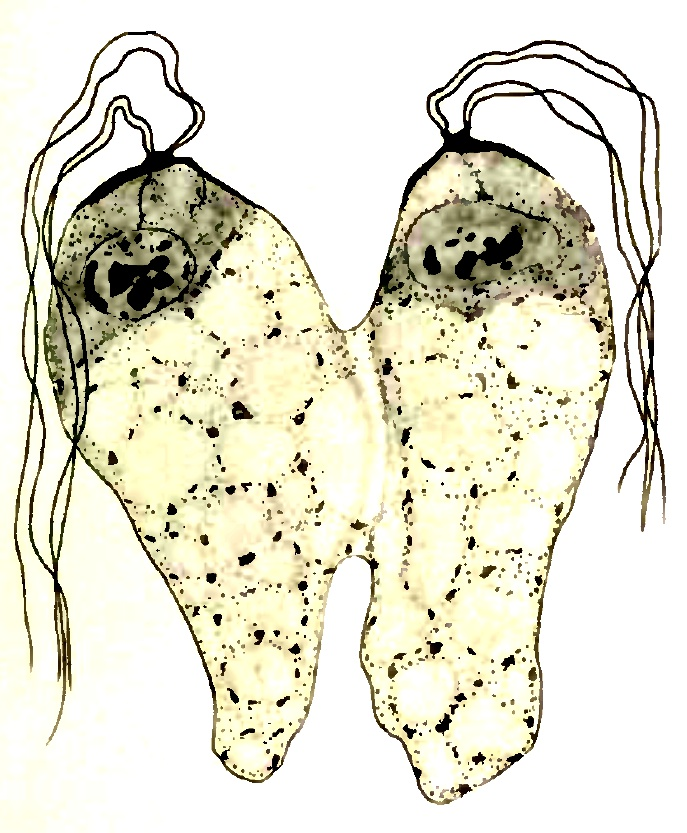
A sulcus egyesülése telofáziskor

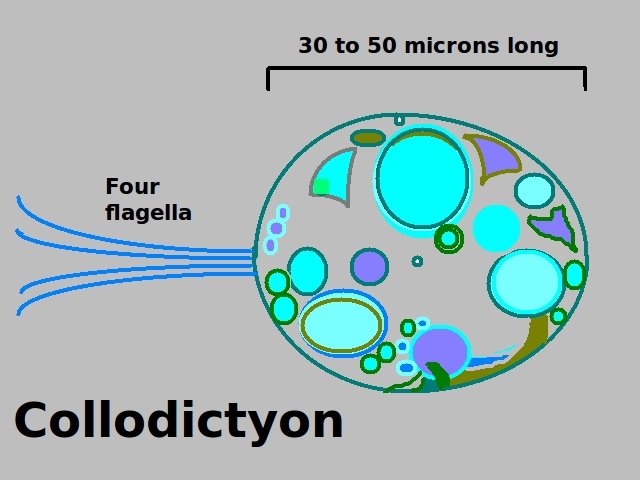
Collodictyon vázlatos rajza.

Fajai 15–60 μm hosszúak, széles állábaik lehetnek, 4 ostoruk és ventrális sejtszájuk (sulcus) van. Nincs cellulóztartalmú sejtfaluk, kloroplasztiszuk vagy sztigmájuk. 2 vagy több különböző méretű kontraktilis vakuólumuk van. Tojás vagy szív alakúak.
Alakjuk változó, de általában obovoid–ellipszoid. Laterális peremük szöget zárhat be széles, lekerekített csúcsot adva. Ez előrefelé szűkül, és vagy 1–3 lebenye van, vagy csak nagyon lekerekített. Ez általában állábas.
Sejtmagjuk általában a sejt hátulsó felén van. Mitokondriumai tubuláris cristájúak.
Diktioszómái patkó alakban vannak jelen.
A C. triciliatum alapi testeihez 4, általában egyenlő, a sejttesttel megegyező hosszú vagy annál kissé hosszabb ostor csatlakozik. Egy a dorzális, egy a ventrális eredéshez csatlakozik, kettő pedig ezek egyik oldalán dorzálisan. Az ostorok simák, szőr vagy tomentum nincs rajtuk.
Sűrű centriólumteste proximálisan csatlakozik a vastag disztális centriólumlemezhez. Egyértelműen elkülönülő sűrű bazális és kevésbé egyértelmű disztális alapihenger-régiója van.
Periplasztisza üveges és egységes, a sejt törékeny és könnyen megzavarható.

## Szaporodás
Tagjai sejtosztódással szaporodnak ivartalanul. Hogy ivarosan szaporodnak-e, jelenleg nem ismert.

## Élőhely
Eredetileg a C. triciliatumot Bombay szigetében írták le, később Közép-Európában. Európában e faj Spanyolországtól Norvégiáig megtalálható. A Collodictyon megtalálható Észak-Amerikában is.

## Táplálkozás

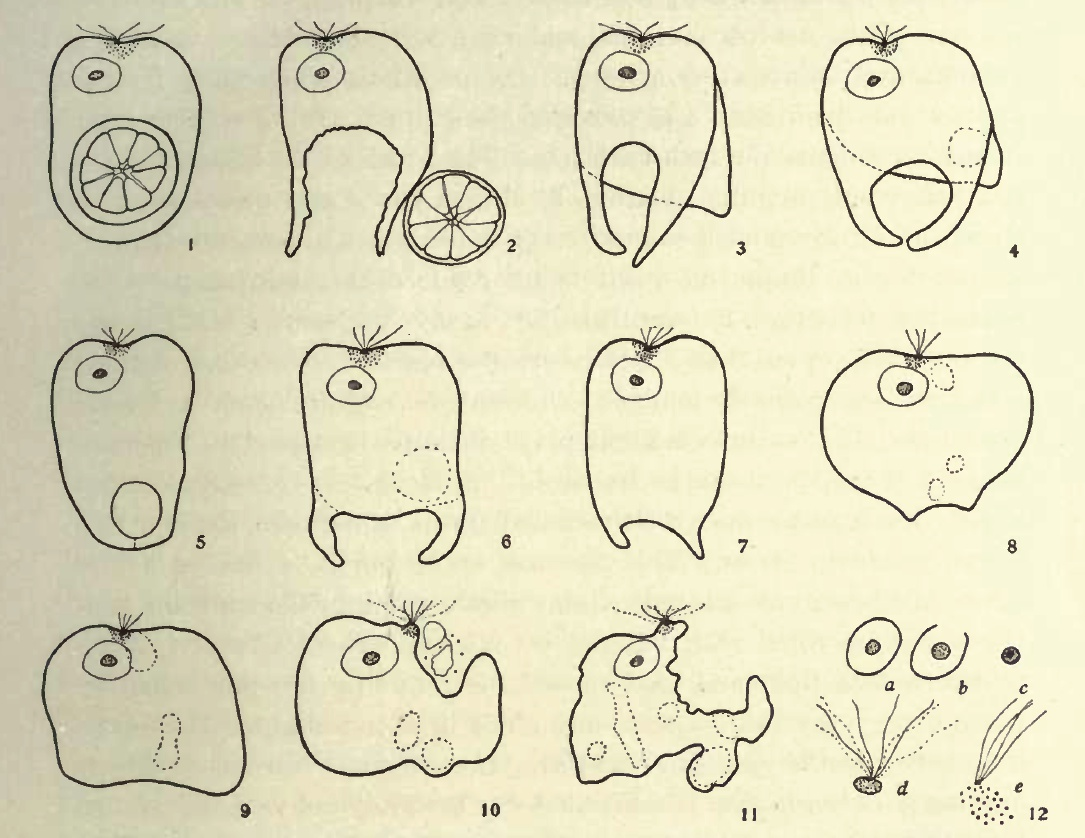
A Collodictyon nem tudta bekebelezni a Pandorina faját. Utóbbi megmenekült, előbbi vízvesztés miatt meghalt. Robert Clinton Rhodes vázlata, 1917.

Táplálkozását kevéssé tanulmányozták.

„Táplálkozásában a Collodictyon a legérdekesebb. Éhesen megkülönböztethető a haldokló állapottól, melyben a laterális üregből vagy a sulcus régiójából származó állábakon keresztül minden tápláléka távozik […] ezen állábak […] aktívak, amikor az élőlény táplálékot keres. Ekkor az ekként használható protozoonokkal vagy algákkal való érintkezéskor azokat a sulcushoz terelik az ostorok, vagy a Collodictyon fordul a zsákmánya irányába az érintkező állábakkal. […] Az ostorok és az állábak érzékenyek a táplálékstimulusra…”

– Robert Clinton Rhodes, 1917

Dag Klaveness beszámolt arról, hogy „nem társas lények”, és egymást eszik meg, ha kevés a táplálék. A Collodictyon édesvízi algákat kebelez be, és nem képes csak baktériumokon élni. Az algák egy ideig életképesek maradnak bekebelezésük után. Lehetséges, hogy ezeket „szolgaként” használja.

## Történet
A Collodictyon triciliatumot H. J. Carter nevezte el 1865-ben. Eredeti leírása a következő:

„Körte alakú, egyenes vagy visszahajló, kis végén kétlebenyű, a nagyobbikon bemélyedéssel, ahonnan három ostor emelkedik ki. Átlátszó, üreges, globuláris sejtekkel erős zöld granulákkal itt-ott a köztük lévő háromszögben. Önállóan mozog, ostoraival úszik, szubpolimorf, rugalmas, elasztikus, gömbölyű… vagy a teste által többé-kevésbé módosult formát vehet fel…; mely gyomorszerű terekbe zárja a nyersanyagot, és kibocsátja a maradékot, mint az Amoeba. Sejtmaggal és kontraktilis vezikulumokkal rendelkezik.”

– Carter, 1865

1917-ben a Polymastigina egyik legegyszerűbb és legprimitívebb típusának sorolta be Rhodes.
2018-ban Heiss et al. kimutatták, hogy a Malawimonadidae csoportnak nem rokona a Collodictyon, a rokonság 15 000 gyorsan fejlődő hely figyelmen kívül hagyásakor csak 50%-ig, 31 000 esetén 25%-ig alátámasztott.
2019-ben Adl et al. a CRuMs csoportot az Amorphea csoportba sorolta az Amoebozoa és az Amoebozoa testvércsoportjaként.

## Jelentőség
Mivel a bazális CRuMs csoportban van, az eukarióták felosztásában fontos lehet. Egy 2015-ös kutatás szerint 4 ostora ellenére a Collodictyon az Opimoda (korábban az egy ostor szünapomorfiája alapján Unikonta) tagja.

## Fordítás
Ez a szócikk részben vagy egészben  a   Collodictyon című angol Wikipédia-szócikk ezen változatának fordításán alapul.  Az eredeti cikk szerkesztőit annak laptörténete sorolja fel. Ez a jelzés csupán a megfogalmazás eredetét és a szerzői jogokat jelzi, nem szolgál a cikkben szereplő információk forrásmegjelöléseként.